# Jaderná elektrárna St. Lucie
Jaderná elektrárna St. Lucie (anglicky St. Lucie Nuclear Power Plant) je provozní jadernou elektrárnou ve Spojených státech. Leží poblíž města Port St. Lucie v St. Lucie County ve státě Florida. Elektrárnu vlastní a provozuje společnost Florida Power & Light. Reaktory elektrárně dodala americká firma Combustion Engineering. Zařízení ke chlazení nepoužívá chladicí věže, nýbrž otevřený terciární okruh, jehož součástí je Atlantský oceán.

## Historie a technické informace

### Reaktory
Jaderná elektrárna St. Lucie provozuje celkem dva jaderné reaktory s celkovým hrubým výkonem 2095 MW. Původní výkon elektrárny byl však nižší. Zvýšení bylo docíleno výměnou potrubí, ventilů, čerpadel, výměníků tepla, elektrických transformátorů a turbogenerátorů za díly s větší účinností.

#### Blok 1
Výstavba prvního bloku byla zahájena dne 1. července 1970. Jedná se o tlakovodní dvousmyčkový reaktor od Combustion Engineering. Jeho hrubý výkon dosahuje 1045 MW a čistý výkon po odečtení všech potřeb bloku činí 981 MW. Do sítě byl blok poprvé připojen 7. května 1976 a zahájení komerčního provozu následovalo 21. prosince 1976.
Blok má od NRC udělenou provozní licenci do 1. března 2036.

#### Blok 2
Druhý blok začal být budován 2. června 1977. Jde o technicky identický tlakovodní dvousmyčkový reaktor od Combustion Engineering. Jeho hrubý výkon dosahuje 1050 MW a čistý výkon je 987 MW. Do sítě byl blok poprvé přifázován 13. června 1983 a komerční provoz následoval 8. srpna 1983.
Blok má od NRC udělenou provozní licenci do 6. dubna 2043.

### Okolní obyvatelstvo
NRC definuje dvě zóny havarijního plánování kolem jaderných elektráren. První o poloměru 16 kilometrů, která se týká především vystavení radioaktivní kontaminace vzduchu a poté druhou o poloměru 80 kilometrů, jež se zabývá kontaminací potravin a vody.
Podle studie NRC zveřejněné v srpnu 2010 byl odhad každoročního rizika zemětřesení dostatečně silného na to, aby způsobilo poškození aktivní zóny reaktoru, 1 ku 21 739.

## Informace o reaktorech
| Reaktor     | Typ reaktoru      | Výkon  | Výkon   | Zahájení výstavby | Připojení k síti | Uvedení do provozu | Uzavření |
| Reaktor     | Typ reaktoru      | Čistý  | Hrubý   | Zahájení výstavby | Připojení k síti | Uvedení do provozu | Uzavření |
| ----------- | ----------------- | ------ | ------- | ----------------- | ---------------- | ------------------ | -------- |
| St. Lucie-1 | CE - dvousmyčkový | 981 MW | 1045 MW | 1. 7. 1970        | 7. 5. 1976       | 21. 12. 1976       |          |
| St. Lucie-2 | CE - dvousmyčkový | 987 MW | 1050 MW | 2. 6. 1977        | 13. 6. 1983      | 8. 8. 1983         |          |